# Chordofony szarpane

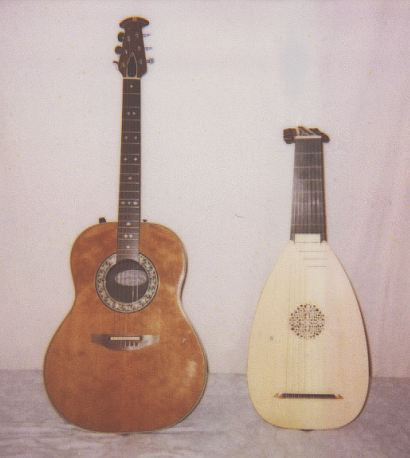
Gitara i lutnia

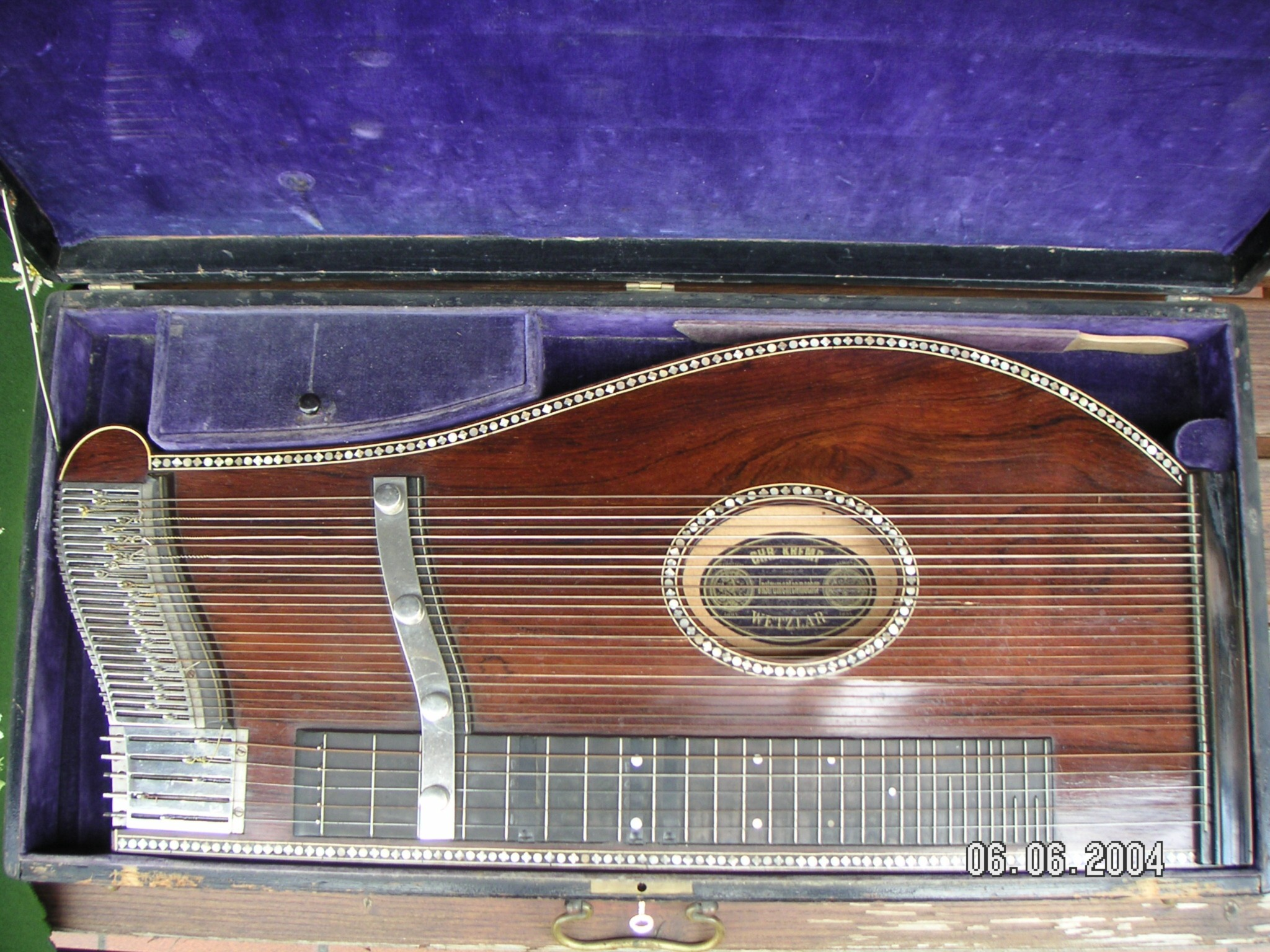
Cytra

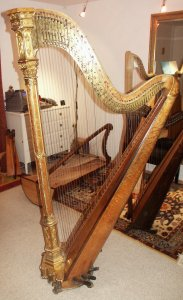
Harfa

Chordofony szarpane – muzyczne instrumenty strunowe.
Wzbudzenie drgań struny odbywa się poprzez jej szarpnięcie. Może być to bezpośrednie szarpnięcie gołymi palcami lub plektronem, a także poprzez uderzenie w klawiaturę, jak to ma miejsce w klawiszowych instrumentach szarpanych za pomocą drewnianego pióra (klawesyn).

## Rodzaje
Do instrumentów strunowych szarpanych należą:
- bałałajka
- bandżola
- banjo
- charango
- cytra
- gitara
- gitara basowa
- harfa
- kitara
- klawesyn
- kobza
- kora
- koto
- lira
- lutnia
- mandolina
- shamisen
- saung
- tar
- ukulele
- gitara klasyczna.